# Air Arabia Maroc

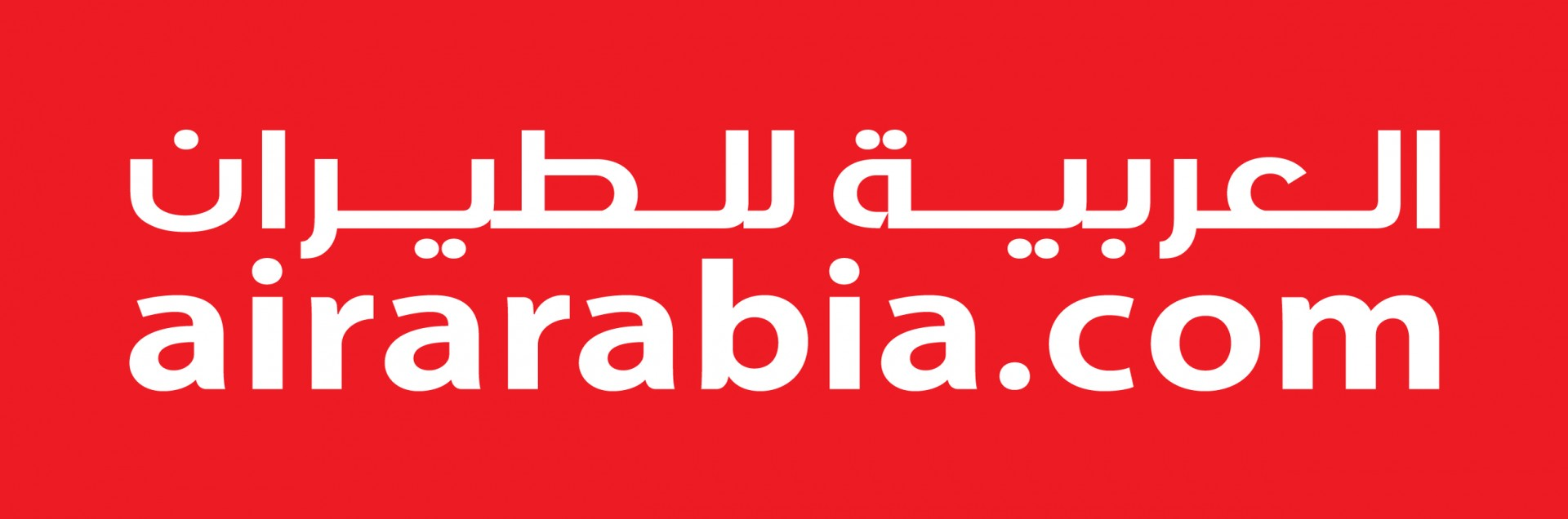

Air Arabia Maroc es una compañía aérea de bajo coste, fruto del consorcio entre la extinta Regional Air Lines y Air Arabia (UAE - Emiratos Árabes Unidos) y del Ithmaar Bank como inversor, cuya base principal es el Aeropuerto Internacional de Casablanca - Mohammed V.
Su logotipo es un tipo de ave conocida en Emiratos Árabes Unidos como Nawras. Los colores que conforman su librea son el rojo, gris plata y blanco.
Une distintas ciudades marroquíes con destinos europeos y asiáticos, y al mismo tiempo mantiene uniones con las redes de las diferentes filiales de Air Arabia.

## Destinos
Desde Casablanca:
- Barcelona
- Tánger 
- Málaga
- Murcia 
- Lyon
- Toulouse
- Basilea
- Montpellier
- Bolonia
- Venecia
- Bérgamo
- Estambul
- Ámsterdam
- Bruselas
- Turín - Cuneo
- Lisboa 
- Praga 
- Pisa 
- Túnez 
Desde Tánger:
- Barcelona
- Ámsterdam
- Bruselas
- Londres
- Madrid
- Montpellier
- Estambul
- Casablanca
- Valencia 
- Bilbao
- Lyon 
Desde Nador:
- Barcelona
- Colonia
- Ámsterdam
- Bruselas
- Palma de Mallorca
- Montpellier
Desde Fez:
- Barcelona 
- Montpellier
- Londres Gatwick 
- Bruselas 
- Lyon 
- Roma 
- Marrakech 
- Estrasburgo 
Desde Marrakech:
- Montpellier
- Fráncfort del Meno
- Pau
- Fez
- Málaga 
Desde Agadir:
- Colonia
- Copenhague
- Dublín
- Estocolmo
- Múnich
- Toulouse
- Mánchester
Desde Barcelona:
- Tánger
- Nador
- Tetuán (Nueva ruta, desde el 2024).
- Rabat
- Casablanca
- Fez
Además de manera temporal la compañía opera a destinos como Madrid, Billund, Málaga y París desde diferentes ciudades.

## Flota
La flota de Air Arabia Maroc consiste de los siguientes aviones con una media de 9.3 años de antigüedad (a abril de 2023):
Actualmente el registro de los aviones en servicio son los siguientes: CN-NMH,CN-NMI,CN-NMJ,CN-NML,CN-NMN,CN-NMO,CN-NMP,CN-NMQ,CN-NMR.